# Louis-Honoré Gosselin
Louis-Honoré Gosselin (né avant 1851, mort après 1880) est un homme politique canadien. Il a été élu député conservateur de Rimouski de 1871 et a démissionné moins d'un an plus tard.

## Biographie
Louis Honoré Gosselin est marchand, il exerce à Matane et Petit-Matane et gère l'exploitation de la pêche à la morue à Gros-Morne, aux Capucins et à L'Anse-à-la-Croix. Il est également fondateur et directeur de la compagnie d'assurance La Rimouski.
Il se lance en politique lors des élections générales de 1871 en se présentant dans la circonscription de Rimouski pour le Parti conservateur du Québec. Fait notable, les trois autres candidats sont également des conservateurs, dont notamment le député sortant Joseph Garon. 
Louis-Honoré Gosselin remporte largement l'élection en récoltant 57,5% des suffrages. Il démissionne cependant le 29 mars 1872, moins d'un an après avoir été élu.
À partir de 1875, il est garde-forestier puis, en 1877, devient Gérant de la Compagnie d'assurance mutuelle contre le feu des comtés de Rimouski, Témiscouata et Kamouraska, une société auparavant dirigée par son prédécesseur à la députation.
Il est mort après 1880, sans que l'on en connaisse la date précise.

## Résultats électoraux
|                                                                                             | Nom                    | Parti        | Nombre de voix | %      | Maj. |
| ------------------------------------------------------------------------------------------- | ---------------------- | ------------ | -------------- | ------ | ---- |
|                                                                                             | Louis-Honoré Gosselin  | Conservateur | 939            | 57,5 % | 656  |
|                                                                                             | Joseph Magloire Hudon  | Conservateur | 283            | 17,3 % | -    |
|                                                                                             | Désiré Bégin           | Conservateur | 217            | 13,3 % | -    |
|                                                                                             | Joseph Garon (sortant) | Conservateur | 193            | 11,8 % | -    |
| Total                                                                                       | Total                  | Total        | 1 632          | 100 %  |      |
| Le taux de participation lors de l'élection était de 46,3 % et 0 bulletins ont été rejetés. |                        |              |                |        |      |

## Source
- Fiche parlementaire sur le site de l'Assemblée nationale.